# Combretum robinsonii
Combretum robinsonii là một loài thực vật có hoa trong họ Trâm bầu. Loài này được Fawc. & Rendle mô tả khoa học đầu tiên năm 1925.